# Marilyn Musgrave
Marilyn Neoma Musgrave, nata Shuler (Greeley, 27 gennaio 1949), è una politica statunitense, membro della Camera dei Rappresentanti per lo stato del Colorado dal 2003 al 2009.

## Biografia
Nata e cresciuta nel Colorado, la Musgrave lavorò come insegnante dopo il matrimonio e in seguito cominciò ad interessarsi di politica, aderendo al Partito Repubblicano.
Negli anni novanta servì all'interno della legislatura statale del Colorado e nel 2002 vinse un seggio alla Camera dei Rappresentanti; gli elettori la riconfermarono per le due successive tornate elettorali. Nel 2008 chiese ancora la rielezione ma venne superata con ampio margine dall'avversaria democratica Betsy Markey e dovette abbandonare il Congresso.
La Musgrave era giudicata una dei deputati repubblicani più conservatori, soprattutto sulle questioni sociali come l'aborto, la ricerca sulle staminali e i matrimoni omosessuali.